# جانگو فت
جانگو فت (انگلیسی: Jango Fett) یک شخصیت خیالی در مجموعه اپرای فضایی و حماسی جنگ ستارگان است با صدا پیشگی جف بنیت و او وفادار به جدایی طلبان بود.
او همچنین، یک قاتل به نام زم وِصِل داشت.
بوبا فت، پسر او نیز در جنگ ستارگان دیده شده است. جانگو فت شاگرد کنت دوکو بود.